# La tramontana
La tramontana  è un brano musicale composto da Daniele Pace e Mario Panzeri, classificatosi al 5º posto del Festival di Sanremo 1968 nell'interpretazione di Gianni Pettenati ed Antoine.

## 45 giri
Dopo il Festival viene pubblicato il singolo del cantante francese contenente il brano e Voglio andare in guerra., mentre per Pettenati il disco si intitola La Tramontana/Voglio tornare a casa mia.

## Traduzioni
Una versione in spagnolo del brano è incisa dal gruppo Los Catinos, conosciuti proprio per delle cover in spagnolo di canzoni italiane, nel 1968, con il titolo in italiano (Belter, 07-417), testo di José Carreras, inserita nella raccolta del 1999 dal titolo Singles Collection (Graffiti, 32-785).

## Cover
- La cantante portoghese di Lisbona Amália Rodrigues ne canta una versione [3], anche già i citati Los Catinos la fecero in spagnolo.

## Classifiche
Il 45 giri di Antoine ottiene un successo inatteso, raggiungendo il 1º posto nella hit parade dei più venduti in Italia.

### Classifica settimanale miglior posizione[5]
| Classifica (1968) | Posizione | Artista |
| ----------------- | --------- | ------- |
| Italia            | 3         | Antoine |

Alla seconda settimana passa alla prima posizione in classifica  e vi rimane per 5 settimane.

### Classifica annuale[6]
| Classifica (1968) | Posizione | Artista          |
| ----------------- | --------- | ---------------- |
| Italia            | 5         | Antoine          |
| Italia            | 99        | Gianni Pettenati |